# Mukajbila
Mukajbila (hebr. מוקייבלה; arab. مقيبلة; ang. Muqeible; pol. Miejsce z przodu) – arabska wieś położona w Samorządzie Regionu Ha-Gilboa, w Dystrykcie Północnym, w Izraelu.

## Położenie
Mukajbila jest położona na wysokości od 80 do 95 m n.p.m. w południowo-wschodnim krańcu intensywnie użytkowanej rolniczo Doliny Jezreel, na północy Izraela. Wieś leży u podnóża zachodniego skraju Wzgórz Gilboa. Okoliczny teren jest stosunkowo płaski, opada jednak łagodnie w kierunku północno-zachodnim. Na północ od wsi są położone źródła rzeki Kiszon. W odległości 2,5 km na południowy zachód od wsi wznoszą się wzgórza Samarii. W otoczeniu wsi Mukajbila znajdują się moszawy Ram-On, Barak, Addirim, Metaw i Magen Sza’ul, oraz arabska wieś Sandala. W odległości 200 metrów na południe przebiega mur bezpieczeństwa oddzielający terytorium Izraela od Autonomii Palestyńskiej. Na południowy wschód od wsi jest przejście graniczne Dżalama, umożliwiające dostanie się na obszar palestyński. Po stronie palestyńskiej jest miasto Dżanin, miasteczka Al-Jamun i Silat al-Harisijja, oraze wsi Dżalama, Dahijat Sabah al-Chajr i Kafr Dan.
Mukajbila jest położona w Samorządzie Regionu Ha-Gilboa, w Poddystrykcie Jezreel, w Dystrykcie Północnym Izraela.

## Historia
Najstarsze ślady istniejącej osady w tym miejscu pochodzą z czasów rzymskich (I wiek p.n.e.-III wiek n.e.). Osada nazywała się Mukajble. Wykopaliska archeologiczne odkryły fragmenty dobrze zachowanej ceramiki z okresu bizantyjskiego (IV-VI wiek). Nie wiadomo w jakim czasie osada została opuszczona. Ponowne założenie wioski nastąpiło w XVIII wieku pod panowaniem osmańskim (znajdowała się ona wówczas bardziej na południowy zachód, wśród pierwszych wzniesień Samarii). Wieś została jednak później ponownie opuszczona.
Po I wojnie światowej w 1918 roku cała Palestyna przeszła pod panowanie Brytyjczyków, który w 1921 roku utworzyli Brytyjski Mandat Palestyny. W takich okolicznościach w 1918 roku nastąpiło oficjalne założenie wioski Mukajbila w dzisiejszej lokalizacji. Nazwano ją na cześć szejka Mukajbila, którego grób znajduje się tutaj. Była to niewielka wieś, w której w 1931 roku znajdowało się 67 domów. We wsi mieszkało wówczas 244 muzułmanów i 26 chrześcijan. Podczas II wojny światowej Brytyjczycy wybudowali na południowy zachód od wsi niewielką bazę lotniczą RAF Mukajbila, która służyła samolotom Royal Air Force. W zrozumiały sposób zwiększyło to znaczenie wioski. Według danych z 1947 roku, do wsi należały ziemie o powierzchni 712,8 hektarów.
| własność gruntów | powierzchnia gruntów (hektary) |
| ---------------- | ------------------------------ |
| Arabowie         | 268,7                          |
| Żydzi            | 0                              |
| publiczne        | 444,1                          |
| Razem            | 712,8                          |

| Rodzaj użytkowanych gruntów | hektary |
| --------------------------- | ------- |
| uprawy nawadniane           | 19,4    |
| uprawy zbóż                 | 642,1   |
| nieużytki                   | 50,1    |
| zabudowane                  | 1,2     |

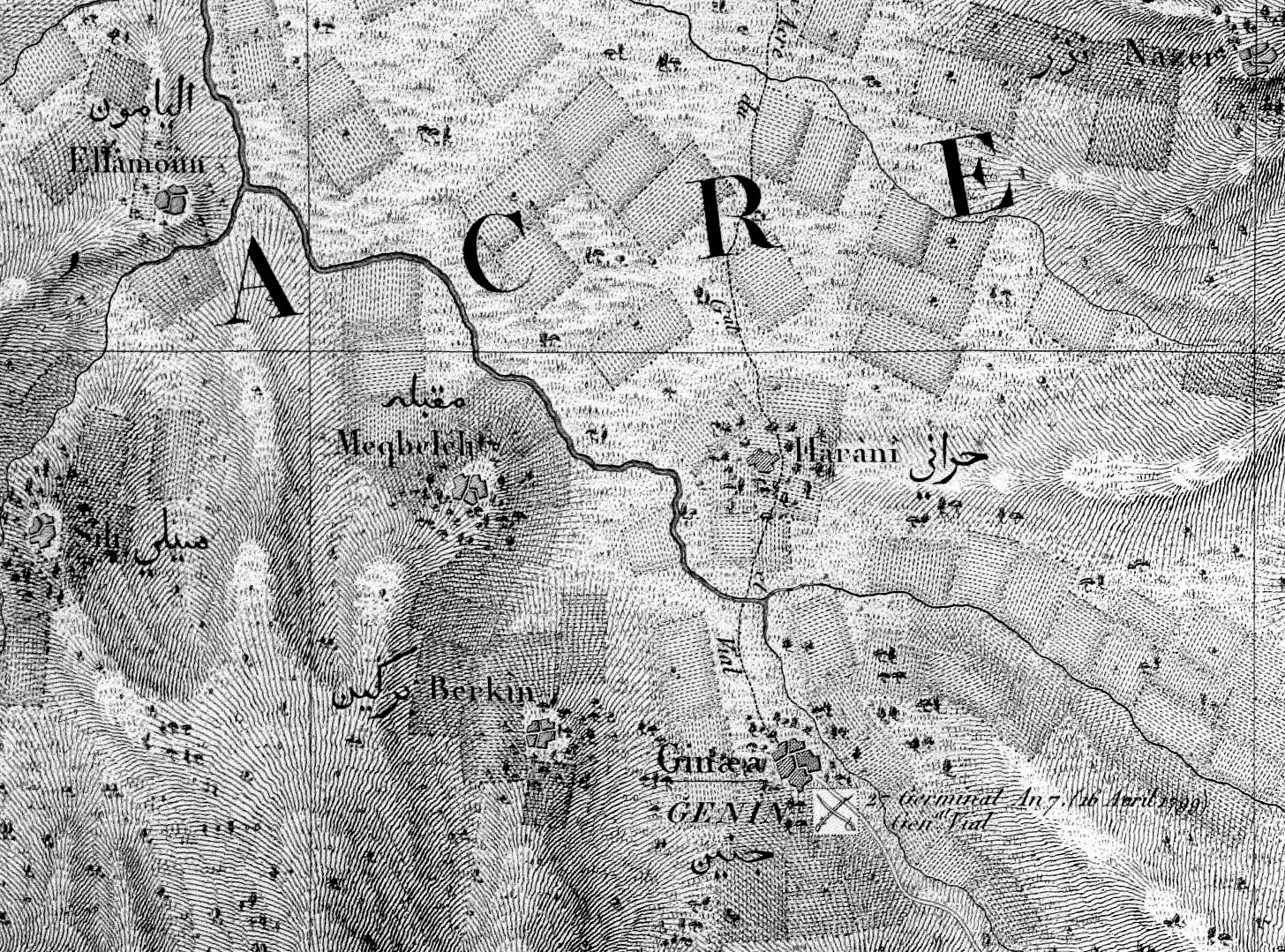
Mapa z 1799 roku, ukazująca pierwotną lokalizację Mukajbila

W poszukiwaniu skutecznego rozwiązania narastającego konfliktu izraelsko-arabskiego w dniu 29 listopada 1947 roku została przyjęta Rezolucja Zgromadzenia Ogólnego ONZ nr 181. Zakładała ona między innymi, że wieś Mukajbila miała znaleźć się w granicach nowo utworzonego państwa żydowskiego. Arabowie odrzucili tę rezolucję i dzień później doprowadzili do wybuchu wojny domowej w Mandacie Palestyny. Od samego początku wojny okoliczne wioski były wykorzystywane przez arabskie milicje, które sparaliżowały żydowską komunikację w całym regionie. Na początku I wojny izraelsko-arabskiej w dniu 3 czerwca 1948 roku Izraelczycy przeprowadzili operację „Icchak”, w trakcie której zajęli wieś Mukajbila i sąsiednią opuszczoną bazę wojskową. W odróżnieniu od wielu arabskich wiosek w Galilei, Mukajbila nie została wysiedlona, dzięki czemu zachowała swój pierwotny arabski charakter. Po wojnie weszła w granice państwa Izrael.

## Demografia
Mieszkańcy wsi są Arabami, pod względem wyznaniowym zróżnicowani na muzułmanów i chrześcijan:

## Gospodarka i infrastruktura
Gospodarka wsi opiera się na rolnictwie. Część mieszkańców dojeżdża do miejsc pracy w okolicy, przeważnie w budownictwie. We wsi jest sklep wielobranżowy.

## Transport
Ze wsi wyjeżdża się w kierunku zachodnim do drogi nr 60, którą jadąc na północ dojeżdża się do miasta Afula. Natomiast jadąc na południe dociera się do przejścia granicznego Dżalama, po którego przekroczeniu można dojechać do miasta Dżanin w Autonomii Palestyńskiej.

## Edukacja i kultura
We wschodniej części wsi znajduje się arabska szkoła podstawowa, arabskie gimnazjum Murad oraz szkoła średnia Green Meadow. Do szkół dowożone są dzieci z okolicznych arabskich wiosek. We wsi znajduje się meczet, chrześcijański kościół, oraz ośrodek kultury z biblioteką.